# Hroznová Lhota
Hroznová Lhota – gmina w Czechach, w powiecie Hodonín, w kraju południowomorawskim. Według danych z dnia 1 stycznia 2013 liczyła 1 265 mieszkańców.
We wsi znajduje się dom malarza, Jožy Uprki.